# 쌍룡국민학교 효지분교
쌍룡국민학교 효지분교는 대한민국 전라남도 신안군에 있었던 공립 초등학교이다.

## 연혁
- 일자미상 압해국민학교 효지분교 설립 인가
- 1957년 9월 24일 효지분교장 개교
- 1958년 4월 1일 쌍룡국민학교 효지분교장 개편
- 1973년 3월 1일 도서벽지학교 '병'급 지정
- 1986년 1월 1일 도서벽지학교 '다'급 조정
- 1989년 9월 1일 도서벽지학교 '나'급 조정
- 1994년 3월 1일 폐교 및 압해국민학교 통폐합

## 폐교 이후
폐교 이후 쌍룡국민학교 효지분교는 현재 철거되어 터만 남아 있다.